# Intertotocupen 2007
Intertotocupen 2007 var 2007 års upplaga av Intertotocupen (eller Tipscupen), och tog in femtio deltagande lag. Det spelades tre rundor och elva av de femtio lagen kvalificerade sig för Uefacupen 2007/2008. Lottningen inför cupen hölls i Uefa:s högkvarter i Nyon, Schweiz den 13 april 2007. Vinnaren var det lag som efter att ha spelat färdigt Intertotocupen gått längst i Uefacupen.

## Omgång 1
Den första matchen i omgången spelades 23 och 24 juni 2007 och den andra matchen spelades den 30 juni och 1 juli 2007. 
| Södra och medelhavsregionen | Södra och medelhavsregionen | Södra och medelhavsregionen | Södra och medelhavsregionen | Södra och medelhavsregionen |
| --------------------------- | --------------------------- | --------------------------- | --------------------------- | --------------------------- |
| Lag 1                       | Totalt                      | Lag 2                       | Möte 1                      | Möte 2                      |
| Gloria Bistrița             | 3–2                         | Grbalj                      | 2–1                         | 01–1                        |
| Zagreb                      | 00002–2 (BM)                | Vllaznia Shkodër            | 2–1                         | 0–1                         |
| Ethnikos Achna              | 1–2                         | Makedonija Gjorče Petrov    | 1–0                         | 00–2                        |
| Birkirkara                  | 1–5                         | Maribor                     | 0–3                         | 1–2                         |
| Sant Julià                  | 4–6                         | Slavija Istočno Sarajevo    | 2–3                         | 02–3                        |

| Centrala och östra regionen | Centrala och östra regionen | Centrala och östra regionen | Centrala och östra regionen | Centrala och östra regionen |
| --------------------------- | --------------------------- | --------------------------- | --------------------------- | --------------------------- |
| Lag 1                       | Totalt                      | Lag 2                       | Möte 1                      | Möte 2                      |
| Tobol                       | 3–2                         | Zestaponi                   | 3–0                         | 0–2                         |
| Shakhtyor Soligorsk         | 4–3                         | Ararat Jerevan              | 4–1                         | 0–2                         |
| Baku                        | 00002–2 (str.)              | Dacia Chișinău              | 1–1                         | 1–1                         |
| Differdange 03              | 0–5                         | Slovan Bratislava           | 0–2                         | 0–3                         |

| Norra regionen | Norra regionen | Norra regionen | Norra regionen | Norra regionen |
| -------------- | -------------- | -------------- | -------------- | -------------- |
| Lag 1          | Totalt         | Lag 2          | Möte 1         | Möte 2         |
| Cliftonville   | 2–1            | Dinaburg       | 01–1           | 1–0            |
| Hammarby IF    | 3–1            | KÍ Klaksvík    | 01–0           | 2–1            |
| Honka          | 4–2            | TVMK           | 0–0            | 4–2            |
| Valur          | 1–2            | Cork City      | 0–2            | 1–0            |
| Vėtra          | 00006–6 (BM)   | Llanelli       | 3–1            | 03–5           |

## Omgång 2
Den första matchen i omgången spelades den 7 och 8 juli 2007 och den andra matchen spelades 14 och 15 juli 2007.
| Södra och medelhavsregionen | Södra och medelhavsregionen | Södra och medelhavsregionen | Södra och medelhavsregionen | Södra och medelhavsregionen |
| --------------------------- | --------------------------- | --------------------------- | --------------------------- | --------------------------- |
| Lag 1                       | Totalt                      | Lag 2                       | Möte 1                      | Möte 2                      |
| Slavija Istočno Sarajevo    | 0–3                         | Oțelul Galați               | 00–0                        | 0–3                         |
| Makedonija Gjorče Petrov    | 0–7                         | Cherno More Varna           | 00–4                        | 00–3                        |
| Maribor                     | 2–5                         | Hajduk Kula                 | 2–0                         | 00–5                        |
| Trabzonspor                 | 10–00                       | Vllaznia Shkodër            | 6–0                         | 4–0                         |
| Maccabi Haifa               | 00002–2 (str.)              | Gloria Bistrița             | 0–2                         | 2–0                         |

| Centrala och östra regionen | Centrala och östra regionen | Centrala och östra regionen | Centrala och östra regionen | Centrala och östra regionen |
| --------------------------- | --------------------------- | --------------------------- | --------------------------- | --------------------------- |
| Lag 1                       | Totalt                      | Lag 2                       | Möte 1                      | Möte 2                      |
| Dacia Chișinău              | 00001–1 (str.)              | St. Gallen                  | 0–1                         | 1–0                         |
| Zalaegerszegi               | 0–5                         | Rubin Kazan                 | 0–3                         | 0–2                         |
| Rapid Wien                  | 3–2                         | Slovan Bratislava           | 3–1                         | 0–1                         |
| Tjornomorets Odessa         | 6–2                         | Shakhtyor Soligorsk         | 4–2                         | 2–0                         |
| Tobol                       | 3–1                         | Slovan Liberec              | 1–1                         | 2–0                         |

| Norra regionen | Norra regionen | Norra regionen | Norra regionen | Norra regionen |
| -------------- | -------------- | -------------- | -------------- | -------------- |
| Lag 1          | Totalt         | Lag 2          | Möte 1         | Möte 2         |
| Honka          | 00003–3 (BM)   | Ålborg BK      | 02–2           | 1–1            |
| Vėtra          | 03–0           | Legia Warszawa | 03–0           | [ k ]          |
| Gent           | 6–0            | Cliftonville   | 2–0            | 04–0           |
| Cork City      | 1–2            | Hammarby IF    | 1–1            | 00–1           |

## Omgång 3
Den första matchen i omgången spelades den 21 och 22 juli 2007 och den andra matchen i omgången spelades den 28 och 29 juli 2007. De elva vinnarna fick spela vidare i Uefacupen 2007/2008.
| Södra och medelhavsregionen | Södra och medelhavsregionen | Södra och medelhavsregionen | Södra och medelhavsregionen | Södra och medelhavsregionen |
| --------------------------- | --------------------------- | --------------------------- | --------------------------- | --------------------------- |
| Lag 1                       | Totalt                      | Lag 2                       | Möte 1                      | Möte 2                      |
| Hajduk Kula                 | 2–4                         | União Leiria                | 01–0                        | 1–4 (e.f.)                  |
| Cherno More Varna           | 0–2                         | Sampdoria                   | 00–1                        | 0–1                         |
| Gloria Bistrița             | 00002–2 (BM)                | Atlético Madrid             | 2–1                         | 0–1                         |
| Oțelul Galați               | 4–2                         | Trabzonspor                 | 2–1                         | 2–1                         |

| Centrala och östra regionen | Centrala och östra regionen | Centrala och östra regionen | Centrala och östra regionen | Centrala och östra regionen |
| --------------------------- | --------------------------- | --------------------------- | --------------------------- | --------------------------- |
| Lag 1                       | Totalt                      | Lag 2                       | Möte 1                      | Möte 2                      |
| Tobol                       | 2–0                         | OFI                         | 1–0                         | 1–0                         |
| Dacia Chișinău              | 1–5                         | Hamburg                     | 1–1                         | 0–4                         |
| Tjornomorets Odessa         | 1–3                         | Lens                        | 0–0                         | 1–3                         |
| Rapid Wien                  | 3–1                         | Rubin Kazan                 | 3–1                         | 0–0                         |

| Norra regionen | Norra regionen | Norra regionen   | Norra regionen | Norra regionen |
| -------------- | -------------- | ---------------- | -------------- | -------------- |
| Lag 1          | Totalt         | Lag 2            | Möte 1         | Möte 2         |
| Vėtra          | 0–6            | Blackburn Rovers | 0–2            | 0–4            |
| Hammarby IF    | 00001–1 (BM)   | Utrecht          | 00–0           | 1–1            |
| Gent           | 2–3            | Ålborg BK        | 1–1            | 1–2            |

## Anmärkningslista
1. 1 2  Skottlands och Norges represanter drog sig ur tävlingen och ersattes av lag från Rumänien och Andorra.
2. ↑  Matchen spelades på FK Budoćnosts hemmaplan istället för på FK Grbaljs hemmaplan, då den inte uppnådde Uefa:s krav.
3. 1 2  Matchen spelades på FK Vardars hemmaplan istället för på FK Makedonijas hemmaplan, då den inte uppnådde Uefa:s krav.
4. 1 2  Matchen spelades på FK Sarajevos hemmaplan istället för på FK Slavijas hemmaplan, då den inte uppnådde Uefa:s krav
5. 1 2  Matchen spelades på Linfield:s hemmaplan istället för på Cliftonville:s hemmaplan, då den inte uppnådde Uefa:s krav.
6. 1 2 3  Matchen spelades på Råsunda istället för på Hammarby IF:s dåvarande hemmaplan, då den inte uppnådde Uefa:s krav.
7. ↑  Matchen spelades på Carmarthen Town:s hemmaplan istället för på Llanellis hemmaplan, då den inte uppnådde Uefa:s krav.
8. 1 2  Matchen spelades på Naftex Stadium då Cherno More Varna:s hemmaplan inte uppnådde Uefa:s krav.
9. 1 2  Matchen spelades på Röda stjärnans hemmaplan istället för på Hajduks hemmaplan, då den inte uppnådde Uefa:s krav.
10. ↑  Matchen spelades på Allianssi Vantaas hemmaplan istället för på FC Honkas hemmaplan, då den inte uppnådde Uefa:s krav.
11. 1 2 3  Vėtra tilldelas segern i dubbelmötet mot Legia Warszawa, då supportrar till Legia Warszawa stormat planen.

### Webbkällor
Den här artikeln är helt eller delvis baserad på material från engelskspråkiga Wikipedia.